# 1908 у футболі
Нижче наведені футбольні події 1908 року у всьому світі.

## Засновані клуби
- 9 березня — «Інтернаціонале» (Італія)
- 25 березня — «Атлетіко Мінейру» (Бразилія)
- 19 липня — «Феєнорд» (Нідерланди)
- 26 березня — «Бранн» (Норвегія)
- «Гартлпул Юнайтед» (Англія)
- «Андерлехт» (Бельгія)
- «Гаддерсфілд Таун» (Англія)
- «Панатінаїкос» (Греція)
- «Лечче» (Італія)
- «Сент-Албанс Сіті» (Англія)

## Національні чемпіони
- Англія
  - «Манчестер Юнайтед»

- Бельгія
  - «Расінг»

- Греція
  - «Гоуді»

- Фінляндія
  - «Унітас Гельсінки»

- Шотландія
  - «Селтік»